# Didymocantha clavipes
Didymocantha clavipes là một loài bọ cánh cứng trong họ Cerambycidae.